# Enea Mihaj
Enea Mihaj (Agrinio, 5 giugno 1998) è un calciatore greco naturalizzato albanese, difensore dell'Atlanta United e della nazionale albanese.

## Carriera

### Club
Il 20 luglio 2016 sottoscrive con la squadra greca del Panaitōlikos un contratto quadriennale con scadenza il 30 giugno 2020.
Il 1º luglio 2019 viene acquistato a titolo definitivo dal PAOK per 850.000 euro, con cui firma un contratto quadriennale con scadenza il 30 giugno 2023.

### Nazionale
Debutta con la maglia della nazionale albanese Under-21 il 10 ottobre 2016 nella partita valida per le qualificazioni all'Europeo 2017, persa per 4 a 0 contro Israele Under-21, subentrando nel secondo tempo al posto di Kostandin Kariqi.
Il 30 agosto 2018 riceve la sua prima convocazione dalla nazionale maggiore per le partite valide per la Nations League rispettivamente contro Israele e Scozia del 7 e 10 settembre 2018.
Il 10 settembre 2018 fa il suo debutto ufficiale con la maglia dell'Albania nella partita valida per la Nations League giocata a Glasgow contro la Scozia, partita poi persa per 2 a 0, nella quale è subentrato negli ultimi minuti di gioco.

## Statistiche

### Presenze e reti nei club
Statistiche aggiornate al 18 aprile 2025.
| Stagione            | Squadra             | Campionato          | Campionato | Campionato | Coppe nazionali | Coppe nazionali | Coppe nazionali | Coppe continentali | Coppe continentali | Coppe continentali | Altre coppe | Altre coppe | Altre coppe | Totale | Totale |
| Stagione            | Squadra             | Comp                | Pres       | Reti       | Comp            | Pres            | Reti            | Comp               | Pres               | Reti               | Comp        | Pres        | Reti        | Pres   | Reti   |
| ------------------- | ------------------- | ------------------- | ---------- | ---------- | --------------- | --------------- | --------------- | ------------------ | ------------------ | ------------------ | ----------- | ----------- | ----------- | ------ | ------ |
| 2016-2017           | Panaitōlikos        | SL                  | 0          | 0          | CG              | 1               | 0               | -                  | -                  | -                  | -           | -           | -           | 1      | 0      |
| 2017-2018           | Panaitōlikos        | SL                  | 26         | 0          | CG              | 3               | 0               | -                  | -                  | -                  | -           | -           | -           | 29     | 0      |
| 2018-2019           | Panaitōlikos        | SL                  | 19         | 0          | CG              | 0               | 0               | -                  | -                  | -                  | -           | -           | -           | 19     | 0      |
| Totale Panaitōlikos | Totale Panaitōlikos | Totale Panaitōlikos | 45         | 0          |                 | 4               | 0               |                    | -                  | -                  |             | -           | -           | 49     | 0      |
| 2019-2020           | PAOK                | SL                  | 0+4        | 0+1        | CG              | 2               | 0               | UCL+UEL            | 0+0                | 0                  | -           | -           | -           | 6      | 1      |
| 2020-2021           | PAOK                | SL                  | 2+3        | 0          | CG              | 1               | 0               | UCL+UEL            | 0+0                | 0                  | -           | -           | -           | 6      | 0      |
| 2021-2022           | PAOK                | SL                  | 7+7        | 0          | CG              | 1               | 0               | UECL               | 7                  | 0                  | -           | -           | -           | 22     | 0      |
| Totale PAOK         | Totale PAOK         | Totale PAOK         | 9+14       | 0+1        |                 | 4               | 0               |                    | 7                  | 0                  |             | -           | -           | 34     | 1      |
| 2022-2023           | Famalicão           | PL                  | 25         | 0          | CP+CdL          | 6+4             | 0               | -                  | -                  | -                  | -           | -           | -           | 35     | 0      |
| 2023-2024           | Famalicão           | PL                  | 18         | 0          | CP+CdL          | 0               | 0               | -                  | -                  | -                  | -           | -           | -           | 18     | 0      |
| 2024-2025           | Famalicão           | PL                  | 29         | 0          | CP+CdL          | 0               | 0               | -                  | -                  | -                  | -           | -           | -           | 29     | 0      |
| Totale Famalicão    | Totale Famalicão    | Totale Famalicão    | 72         | 0          |                 | 10              | 0               |                    | -                  | -                  |             | -           | -           | 82     | 0      |
| Totale carriera     | Totale carriera     | Totale carriera     | 140        | 1          |                 | 18              | 0               |                    | 7                  | 0                  |             | -           | -           | 165    | 1      |

### Cronologia presenze e reti in nazionale
| Cronologia completa delle presenze e delle reti in nazionale ― Albania | Cronologia completa delle presenze e delle reti in nazionale ― Albania | Cronologia completa delle presenze e delle reti in nazionale ― Albania | Cronologia completa delle presenze e delle reti in nazionale ― Albania | Cronologia completa delle presenze e delle reti in nazionale ― Albania | Cronologia completa delle presenze e delle reti in nazionale ― Albania | Cronologia completa delle presenze e delle reti in nazionale ― Albania | Cronologia completa delle presenze e delle reti in nazionale ― Albania |
| Data                                                                   | Città                                                                  | In casa                                                                | Risultato                                                              | Ospiti                                                                 | Competizione                                                           | Reti                                                                   | Note                                                                   |
| ---------------------------------------------------------------------- | ---------------------------------------------------------------------- | ---------------------------------------------------------------------- | ---------------------------------------------------------------------- | ---------------------------------------------------------------------- | ---------------------------------------------------------------------- | ---------------------------------------------------------------------- | ---------------------------------------------------------------------- |
| 10-9-2018                                                              | Glasgow                                                                | Scozia                                                                 | 2 – 0                                                                  | Albania                                                                | UEFA Nations League 2018-2019 - 1º turno                               | -                                                                      | 90+1’                                                                  |
| 10-10-2018                                                             | Elbasan                                                                | Albania                                                                | 0 – 0                                                                  | Giordania                                                              | Amichevole                                                             | -                                                                      | 9’                                                                     |
| 4-9-2020                                                               | Minsk                                                                  | Bielorussia                                                            | 0 – 2                                                                  | Albania                                                                | UEFA Nations League 2020-2021 - 1º turno                               | -                                                                      | 90’                                                                    |
| 7-9-2020                                                               | Tirana                                                                 | Albania                                                                | 0 – 1                                                                  | Lituania                                                               | UEFA Nations League 2020-2021 - 1º turno                               | -                                                                      |                                                                        |
| 14-10-2020                                                             | Vilnius                                                                | Lituania                                                               | 0 – 0                                                                  | Albania                                                                | UEFA Nations League 2020-2021 - 1º turno                               | -                                                                      | 57’                                                                    |
| 8-9-2021                                                               | Elbasan                                                                | Albania                                                                | 5 – 0                                                                  | San Marino                                                             | Qual. Mondiali 2022                                                    | -                                                                      |                                                                        |
| 12-11-2021                                                             | Londra                                                                 | Inghilterra                                                            | 5 – 0                                                                  | Albania                                                                | Qual. Mondiali 2022                                                    | -                                                                      | 46’                                                                    |
| 15-11-2021                                                             | Tirana                                                                 | Albania                                                                | 1 – 0                                                                  | Andorra                                                                | Qual. Mondiali 2022                                                    | -                                                                      |                                                                        |
| 13-6-2022                                                              | Tirana                                                                 | Albania                                                                | 0 – 0                                                                  | Estonia                                                                | Amichevole                                                             | -                                                                      |                                                                        |
| 24-9-2022                                                              | Tel Aviv                                                               | Israele                                                                | 2 – 1                                                                  | Albania                                                                | UEFA Nations League 2022-2023 - 1º turno                               | -                                                                      | 78’                                                                    |
| 27-9-2022                                                              | Tirana                                                                 | Albania                                                                | 1 – 1                                                                  | Islanda                                                                | UEFA Nations League 2022-2023 - 1º turno                               | -                                                                      | 83’ 90’                                                                |
| 16-11-2022                                                             | Tirana                                                                 | Albania                                                                | 1 – 3                                                                  | Italia                                                                 | Amichevole                                                             | -                                                                      |                                                                        |
| 19-11-2022                                                             | Tirana                                                                 | Albania                                                                | 2 – 0                                                                  | Armenia                                                                | Amichevole                                                             | -                                                                      |                                                                        |
| 27-3-2023                                                              | Varsavia                                                               | Polonia                                                                | 1 – 0                                                                  | Albania                                                                | Qual. Euro 2024                                                        | -                                                                      |                                                                        |
| 17-10-2023                                                             | Tirana                                                                 | Albania                                                                | 2 – 0                                                                  | Bulgaria                                                               | Amichevole                                                             | -                                                                      |                                                                        |
| 22-3-2024                                                              | Parma                                                                  | Albania                                                                | 0 – 3                                                                  | Cile                                                                   | Amichevole                                                             | -                                                                      |                                                                        |
| 25-3-2024                                                              | Solna                                                                  | Svezia                                                                 | 1 – 0                                                                  | Albania                                                                | Amichevole                                                             | -                                                                      |                                                                        |
| 3-6-2024                                                               | Szombathely                                                            | Albania                                                                | 3 – 0                                                                  | Liechtenstein                                                          | Amichevole                                                             | -                                                                      | 46’                                                                    |
| 7-6-2024                                                               | Szombathely                                                            | Albania                                                                | 3 – 1                                                                  | Azerbaigian                                                            | Amichevole                                                             | -                                                                      | 46’                                                                    |
| Totale                                                                 |                                                                        | Presenze (135º posto)                                                  | 19                                                                     |                                                                        | Reti                                                                   | 0                                                                      |                                                                        |

| Cronologia completa delle presenze e delle reti in nazionale ― Albania under 21 | Cronologia completa delle presenze e delle reti in nazionale ― Albania under 21 | Cronologia completa delle presenze e delle reti in nazionale ― Albania under 21 | Cronologia completa delle presenze e delle reti in nazionale ― Albania under 21 | Cronologia completa delle presenze e delle reti in nazionale ― Albania under 21 | Cronologia completa delle presenze e delle reti in nazionale ― Albania under 21 | Cronologia completa delle presenze e delle reti in nazionale ― Albania under 21 | Cronologia completa delle presenze e delle reti in nazionale ― Albania under 21 |
| Data                                                                            | Città                                                                           | In casa                                                                         | Risultato                                                                       | Ospiti                                                                          | Competizione                                                                    | Reti                                                                            | Note                                                                            |
| ------------------------------------------------------------------------------- | ------------------------------------------------------------------------------- | ------------------------------------------------------------------------------- | ------------------------------------------------------------------------------- | ------------------------------------------------------------------------------- | ------------------------------------------------------------------------------- | ------------------------------------------------------------------------------- | ------------------------------------------------------------------------------- |
| 10-10-2016                                                                      | Petah Tiqwa                                                                     | Israele under 21                                                                | 4 – 0                                                                           | Albania under 21                                                                | Qual. Europeo Under-21 2017                                                     | -                                                                               | 46’                                                                             |
| 25-3-2017                                                                       | Elbasan                                                                         | Albania under 21                                                                | 0 – 0                                                                           | Moldavia under 21                                                               | Amichevole                                                                      | -                                                                               | 46’                                                                             |
| Totale                                                                          |                                                                                 | Presenze                                                                        | 2                                                                               |                                                                                 | Reti                                                                            | 0                                                                               |                                                                                 |

## Palmarès

### Club

#### Competizioni nazionali
- Coppa di Grecia:

PAOK: 2020-2021